# Lago di Vistonida
Il lago di Vistonida (greco: Λίμνη Βιστωνίδα, o Βιστωνίς trasl. Vistonis), è un lago naturale della Grecia che si trova nella Tracia, a cavallo fra le unità periferiche di Xanthi e Rodopi.

## Geografia

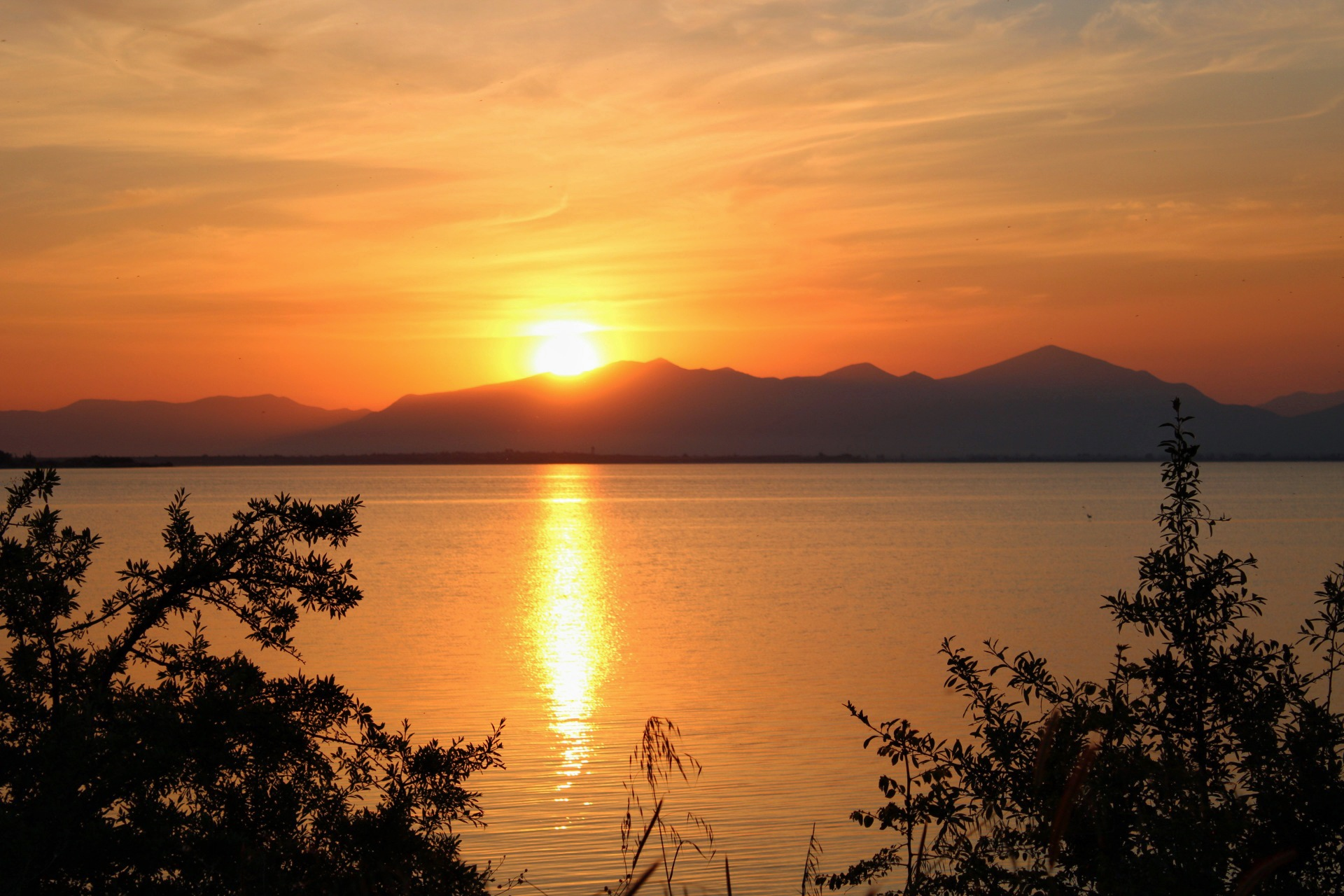

Il lago si trova lungo la costa settentrionale del Mar di Tracia, tra la foce del Mesta e quella dell'Evros, separato dal mare da una stretta striscia di terra larga circa un chilometro. Nella parte nord-orientale il lago è alimentato da tre piccoli fiumi Kosynthos, Kompsatos e Travos che scendono dai retrostanti monti Rodopi, mentre a sud alcuni canali collegano il lago al mare. Per questa ragione nella parte settentrionale del lago l'acqua è dolce, mentre in quella meridionale risulta salmastra.
Il lago di Vistonida e la zona limitrofa rivestono grande importanza dal punto di vista faunistico e ambientale. Per questa ragione l'intera zona è stata definita come Sito di Importanza Comunitaria (SIC) e fa parte della rete Natura 2000 con il codice GR1130009.
L'area è importante per la riproduzione e lo svernamento di alcune specie di uccelli acquatici e rapaci, e per l'allevamento di specie associate ad alcuni tipi di habitat. Per queste ragioni il sito è stato definito sito protetto dalla Convenzione di Ramsar, e fa parte dei siti IBA.